# Simonetta Bardi
Simonetta Bardi, née en 1928 à Rome et morte dans la même ville en 2007, est une peintre italienne.

## Biographie
Formée à l’Académie des Beaux Arts de Rome, elle commence à exposer et épouse, en 1954, le scénariste et réalisateur Massimo Franciosa.

## Source
- (it) Cet article est partiellement ou en totalité issu de l’article de Wikipédia en italien intitulé « Simonetta Bardi » (voir la liste des auteurs).